# Kamil Sułek
Kamil Sułek (ur. 19 września 1983) – polski judoka.
Były zawodnik WKS Gwardia Warszawa (1997–2007). Brązowy medalista młodzieżowych mistrzostw Europy 2005 w kat. do 60 kg. Mistrz Polski seniorów 2007 oraz trzykrotny brązowy medalista mistrzostw Polski seniorów w kat. do 60 kg (2001, 2004, 2005). Brązowy medalista mistrzostw Polski seniorów 2003 w kata. Dwukrotny uczestnik Mistrzostw Europy seniorów (2006 – 7 miejsce, 2007).